# Старотойденское сельское поселение
Старотойденское сельское поселение — муниципальное образование Аннинского района Воронежской области России.
Административный центр — село Старая Тойда.

## Население
| 2000 | 2005 | 2010 | 2012 | 2013 | 2014 | 2015 | 2016 | 2017 |
| ---- | ---- | ---- | ---- | ---- | ---- | ---- | ---- | ---- |
| 945  | ↘830 | ↘699 | ↘682 | ↘648 | ↘619 | ↘599 | ↘575 | ↘512 |
| 2018 | 2019 | 2020 | 2021 |      |      |      |      |      |
| ↘497 | ↘481 | ↗484 | ↘414 |      |      |      |      |      |

## Административное деление
Состав поселения:
- село Старая Тойда,
- поселок Панкратовский.